# 2023年歐洲聯盟—烏克蘭峰會

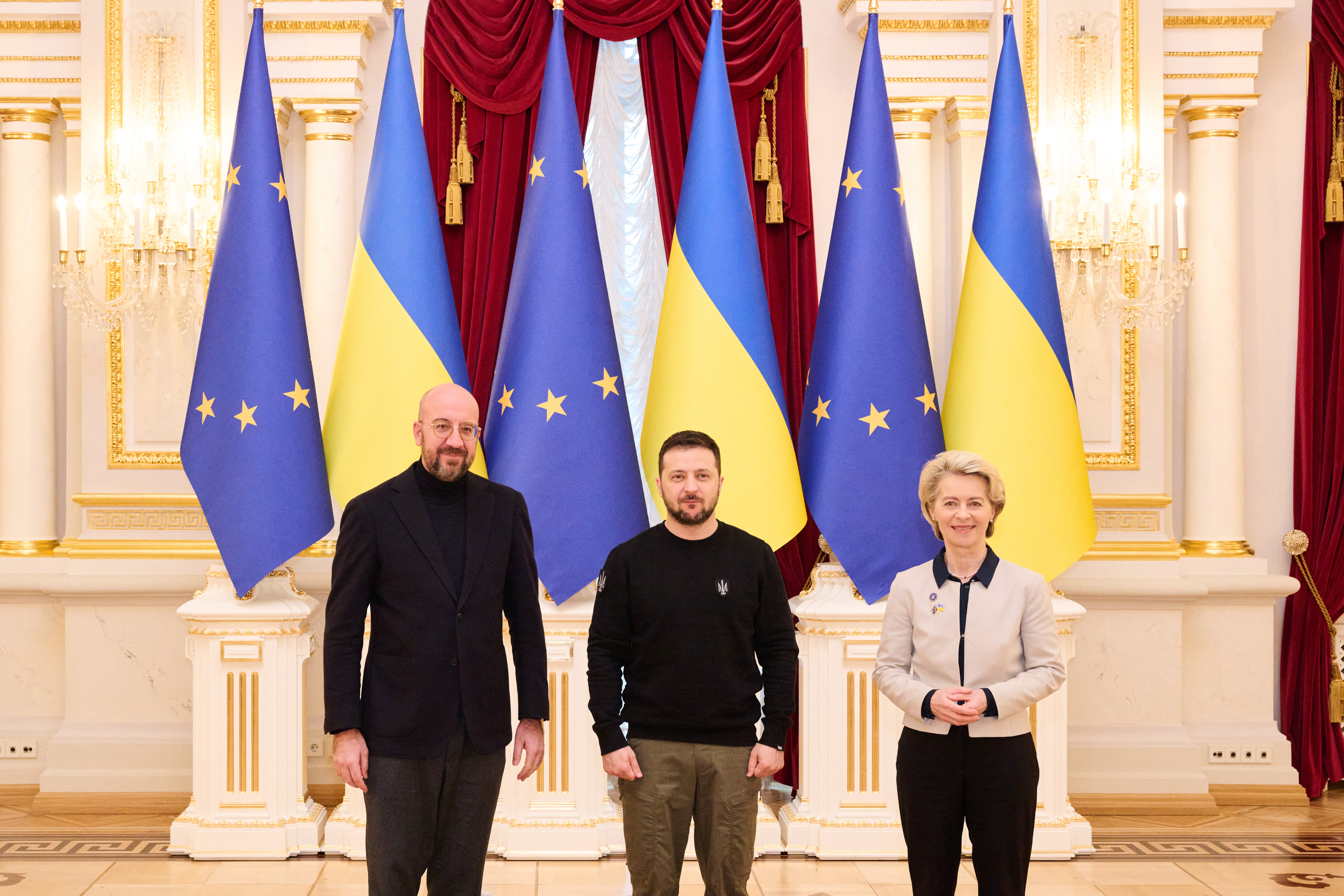
歐洲理事會主席夏爾·米歇爾、歐盟執委會主席烏爾蘇拉·馮德萊恩與烏克蘭總統弗拉基米爾·澤倫斯基出席2023年2月3日在基輔舉行的歐盟-烏克蘭首腦會議

由於2022年起俄羅斯入侵烏克蘭，2023年2月3日的基輔峰會成為歐盟-烏克蘭雙邊關係中的重要會議。 會議由烏克蘭總統弗拉基米爾·澤倫斯基主持、歐洲理事會主席夏爾·米歇爾、歐盟執委會主席烏爾蘇拉·馮德萊恩和歐盟高級官員出席。